# Tessedik Ferenc
Tessedik Ferenc (Szarvas, 1800. február 22. – Bécs, 1844. június 17.) ügyvéd, földrajzi utazó, író, a Magyar Tudományos Akadémia tagja.

## Pályafutása
Ifjabb Tessedik Sámuel evangélikus lelkész, egyben az általa alapított szarvasi gyakorlati gazdasági iskola igazgatója, valamint Lissovényi Karolina ötödik, legkisebb fia volt. Mezőberényben, Selmecbányán, Pozsonyban és Sárospatakon tanult, majd jogi tanulmányainak befejezése után 1822. szeptember 25-én Pesten ügyvédnek esküdött föl. Apponyi Antal grófnak a Habsburg Birodalom római követének titkára lett. Munkaadóját új állomáshelyeire is elkísérte, amikor az 1824-ben londoni, majd 1825-ben párizsi követ lett. Apponyi Antal társaságában 1827-1828 folyamán Európa nagy részét beutazta: 1827-ben Dél-Franciaországot és Guipúzcoat, 1828-ban Angliát, Németalföldet és Németországot. 1828 végén a magyar kamara alkalmazásába lépett, majd 1835-ben az udvari kamarához nevezték ki titkárnak. Európai útjáról készült könyvét maga Vörösmarty Mihály ismertette a Tudományos Gyűjtemény 1831/XI. számában. A Magyar Tudós Társaság 1832-ben levelező tagjainak sorába iktatta. Életének utolsó hét évét Bécsben élte le. Nős volt, de eddigi források szerint gyermektelen.
Szépirodalommal is foglalkozott, költeményeket írt, melyekből jelentetett meg az Aurora című szépirodalmi periodika, illetőleg az Íris is. A magyar alpinisták között is nyilvántartják, 1830-ban a Pireneusokban járt, a Pic du Midi de Bigorre-on (2877 m).
A nádasdladányi kastélyban található a Wilhelm August Rieder által 1825-ben festett, 108 x 84 cm-es kettős portré, mely Tessedik Ferencet és Joseph Merk (1795–1852), szintén Bécsben élt zeneszerzőt ábrázolja.
Sírja a Szarvasi evangélikus ótemető Tessedik-sírkertjében található, a család több tagjáéval együtt.

## Társasági tagsága
1818 és 1819-ben a pozsonyi evangélikus magyar társaság tagja volt, 1827-től a párizsi földrajzi társaság tagjává választotta.

## Művei
- Magyarországot illető kéziratok a párizsi királyi könyvtárban. In: Tudományos Gyűjtemény, 1826. XII.
- Három párisi levél. In: Zeitschrift für Kunst und Literatur, Bécs, 1826
- Mentelliről a Párisban élt Diogenesről. In: Tudományos Gyűjtemény, 1827. XI.
- Burg Appony. In: Hormayr-Mednyánszky: Taschenbuch für die vaterländische Geschichte. Wien 1827.
- Sur quelques antiquités philologiques hongroises. In: Bulletin universel. Szerk. Justus Daudebard de Férussac, 1827.
- Sur les écoles publiques en Hongrie. In: Bulletin universel. Szerk. Justus Daudebard de Férussac, 1827.
- Külföldön levő némelly kéziratok és könyvek, mellyek Magyarországot némineműképpen érdeklik. In: Tudományos Gyűjtemény, 1829. XI.
- Tessedik Ferencz útazása Franczia ország déli részeiben, Pest, Trattner és Károlyi, 1831.
- Ócsai és demsusi régi egyházakról. In: Magyar Tudós Társaság Évkönyve, II. 1832-1833.